# La République des savants
 (mars 2025).
Si vous disposez d'ouvrages ou d'articles de référence ou si vous connaissez des sites web de qualité traitant du thème abordé ici, merci de compléter l'article en donnant les références utiles à sa vérifiabilité et en les liant à la section « Notes et références ».
La République des savants (titre original : Die Gelehrtenrepublik) est un roman dystopique de l'auteur allemand Arno Schmidt publié en 1957. Le roman imagine les conséquences d'une troisième guerre mondiale nucléaire et du développement de la ville idéale IRAS (International Republic for Artists and Scientists).
Le titre provient d'une œuvre de Friedrich Gottlieb Klopstock écrite en 1774 : Die deutsche Gelehrtenrepublik (La République allemande des lettres).

## Résumé
En 2008, peu après une guerre nucléaire qui a détruit l'Europe, le reporter américain Charles Henry Winer part en reportage à travers le monde. Il serait l'arrière-petit-fils de Schmidt lui-même. Cependant, le compte-rendu de son reportage est si sombre qu'il n'est autorisé à le publier dans aucune langue vivante. C'est pourquoi il demande à un érudit, qui ne semble pas avoir tout bien compris et tente de proposer des commentaires en notes de bas de page, de traduire son reportage en allemand - une langue devenue morte après la disparition de l'Europe.
Dans la première partie du roman, le reporter visite la dénommée « bande des hominidés ». Il s'agit d'un long mur qui enferme à l'ouest des États-Unis des hommes qui ont muté suite aux radiations. Une centaure en vient même à tomber amoureuse de lui, d'autres mutants subissent par ailleurs des sévices sexuels de la part des gardes. 
La deuxième partie du roman consiste en la description d'une ville idéale. Celle-ci se situe sur une île flottante et mobile, en acier, dans le Pacifique. Il s'agit là de la République des savants, c'est le refuge privilégié de toutes les personnalités du monde de la culture pour échapper aux vicissitudes du monde et de ses guerres. Y vivent et y travaillent près de 800 scientifiques, savants et artistes venus du monde entier, ainsi que du personnel nécessaire. Comme l'île est très convoitée, ils risquent cependant l'expulsion s'ils n'ont pas fourni de travail significatif depuis deux ans. L'île est par ailleurs séparée en deux zones, une occidentale et américaines, ainsi qu'une autre, orientale et soviétique. Entre les deux se tient une zone neutre occupée par des fonctionnaires du Tiers-Monde. Le récit se concentre sur les expériences sur des êtres humains qu'y réalisent les scientifiques.

## Éléments d'analyse
(mars 2025).
- Si vous ne connaissez pas le sujet, laissez ce bandeau (vous pouvez alors contacter les auteurs).
- Si vous supprimez le contenu mis en cause (vous pouvez préalablement contacter les auteurs),

argumentez précisément cette suppression dans la page de discussion
(un manque de référence n'est pas un argument ; une recherche réelle de référence doit avoir été effectuée, être formellement documentée).
Le lien entre les deux parties pose question. Arno Schmidt reprend le modèle du lemniscate pour caractériser les deux parties. Celles-ci doivent se retrouver sur un même point d'intersection, à savoir, thématiquement, les corps humains qui subissent les dégâts de la science et, dans l'économie de l'intrigue, les arrivées et départs du reporter.
La construction de l'île mécanique et flottante, ainsi que certaines descriptions de machines, évoque l'île à hélice de Jules Verne. Ce dernier est d'ailleurs présenté comme un inventeur dans la galerie de photos de l'île.
Le texte cite à la fin l'ode de Hölderlin Aux Parques (de) (An die Parzen), lorsque Winer horrifié par les expériences de l'île décide de revenir dans son pays : « J'ai autrefois vécu comme un Dieu, et je n'ai besoin de rien de plus » (« Einmal lebt’ ich wie Götter, und mehr bedarf’s nicht »). Cette citation est significative, Winer l'évoque en même temps qu'il se rappelle de la centaure qui l'a aimé. Celle-ci se démarque des figures de savants de la République des lettres qui n'accomplissent plus leur mission initiale. Celle-ci court à sa perte car elle subordonne le projet scientifique à la productivité et à l'antagonisme entre l'est et l'ouest.

## Adaptations
En 2003, la Bayerischer Rundfunk en a tiré une pièce radiophonique dans une adaptation de Klaus Buhlert et une lecture de Manfred Zapatka

## Traductions
- Arno Schmidt, traduction de Martine Vallette, La République des savants, Bourgois, coll. « Les lettres nouvelles », 2001 ( (ISBN 978-2-267-01579-9))